# Parafia św. Mikołaja w Kielcach

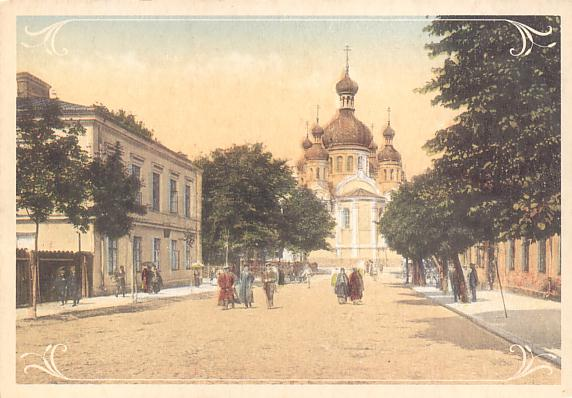
Cerkiew Wniebowstąpienia Pańskiego (około 1880)

Parafia św. Mikołaja – parafia prawosławna w Kielcach, w dekanacie Kraków diecezji łódzko-poznańskiej.
Na terenie parafii funkcjonuje 1 cerkiew:
- cerkiew św. Mikołaja w Kielcach – parafialna

## Historia
Licząca obecnie niewielu wiernych parafia ma ponad stuletnią historię. Pierwszą cerkiew wyświęcono 21 maja 1870. W 1920 świątynię zamieniono na rzymskokatolicki kościół garnizonowy, który po kilku latach zamknięto, a na początku lat 30. rozebrano. Z materiałów rozbiórkowych miała być zbudowana na koszt państwa nowa cerkiew przy ulicy Chęcińskiej 23. Zarząd miasta wyznaczył na ten cel plac o powierzchni 984 m². W 1937 stanęły jej fundamenty. Jednak brak funduszy i wybuch II wojny światowej uniemożliwił powstanie świątyni.
Drugą cerkiew wyświęcono 14 maja 1914 jako cerkiew pułkową (6 pułk strzelców) pod wezwaniem św. Mikołaja. Została ona zlokalizowana przy zbiegu ulic Chęcińskiej i Karczówkowskiej. Od 1926 funkcjonuje jako rzymskokatolicki kościół garnizonowy.
Od 1920 parafia kielecka nie miała swojej stałej świątyni i liturgię odprawiano w prywatnych domach. Często je zmieniano. W latach 1960–1978 funkcjonowała kaplica przy ulicy Juliusza Słowackiego 16, ale budynek był własnością miasta i został sprzedany komu innemu. W 1978 parafia kupiła dom mieszkalny przy ulicy Bodzentyńskiej 46, który został adaptowany na potrzeby liturgii prawosławnej i wyświęcony jako cerkiew św. Mikołaja.
Nabożeństwa odprawiane są według nowego stylu.

## Wykaz proboszczów
- 1.02.1893 – 4.10.1912 – ks. Michał Dobrianski (Dobrzański)
- 14.05.1931 – 3.12.1932 – hieromnich Jerzy (Korenistow)
- 1933 - hieromnich Atanazy Martos[2]
- 1936 – 1.03.1946 – ks. Bazyli Teodorowicz
- 1956 – ks. Wasyl (Bazyli) Laszenko[3]
- 21.10.1957 – 26.08.1961 – ks. Stefan Wawreniuk
- 19.02.1970 – 8.10.1980 – ks. Jakub Solar
- 8.10.1980 – 15.05.1986 – ks. Jarosław Dmitruk
- od 23.10.1986 – ks. Władysław Tyszuk